# Gusev (krater)
Gusev är en 158 km stor nedslagskrater på planeten Mars, något söder om ekvatorn. Kratern har fått sitt namn efter den ryska astronomen Matvej Gusev.
Den 3 januari 2004 landade Marsrovern Spirit i kratern.